# Минзул
Минзул — річка у Болградській міській та Василівській сільській громадах Болградського району Одеської області.

## Опис
Минзул — одна з малих степових річок півдня Одеської області, довжиною близько 10 кілометрів. Вона бере початок неподалік від міста Болграда, тече поруч із селами Оксамитне та Тополине і впадає в озеро Ялпуг. Річка живиться переважно опадами та талими водами, тому влітку часто міліє, а подекуди зовсім пересихає. 

## Екологічні проблеми
Русло річки заросло очеретом, водообмін із сусідніми водоймами слабшає, тому Минзул поступово зникає з ландшафту. За свідченнями місцевих жителів раніше річка була повноводною, у ній купалися та ловили рибу. Стан річки критичний, русло у верхній течії майже повністю пересохло, вода існує тільки ближче до гирла. У 2023 році було зафіксоване забруднення річки рідким гноєм з сільськогосподарських полів та була порушена кримінальна справа. 
Річка має важливе значення для підтримання гідрологічного балансу, біорізноманіття та забезпечення водою населення посушливого степового регіону.